# Rarotongafruktduva
Rarotongafruktduva (Ptilinopus rarotongensis) är en fågel i familjen duvor inom ordningen duvfåglar.

## Utseende och läte
Rarotongafruktduvan är en liten (20 cm) mestadels grönaktig duva. Den främre delen av kroppen (huvud, bröst, övre delen av ryggen) är ljust gröngrå, kontrasterande mot resten av fjäderdräkten, dock med otydlig övergång. På hjässan och pannan är den briljant skärlila. Undersidan är gul, med varierande kopparröd anstrykning på övre delen av buken. Näbben är röd längst in, mot spetsen äppelgrön. Ögat är orangerött, liksom fötterna. Lätet är en jämn serie med låga toner: "HOO-HOO-hoo-hoo-hoo-hoo-hoo".

## Utbredning och systematik
Rarotongafruktduva förekommer i Cooköarna och delas in i två underarter med följande utbredning:
- Ptilinopus rarotongensis rarotongensis – förekommer på Rarotonga

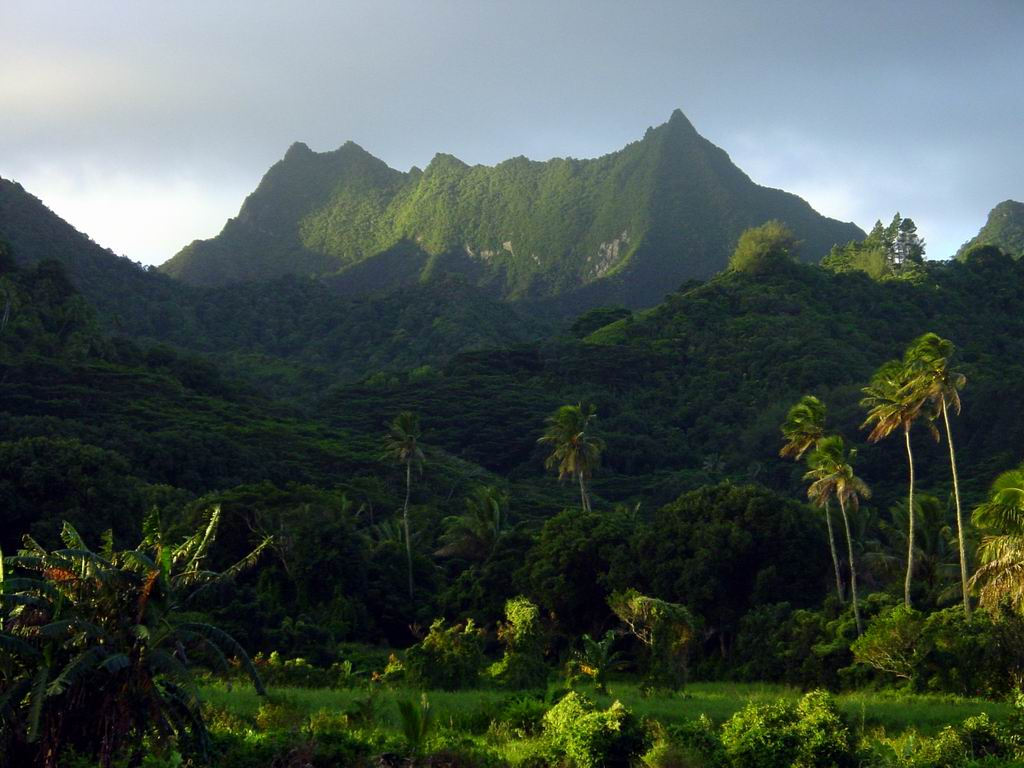
Rarotonga, en av de två öar där arten förekommer.

- Ptilinopus rarotongensis goodwini – förekommer på Atiu

## Status
Rarotongafruktduvan förekommer nu för tiden bara på två mycket små öar, vilket gör den sårbar för plötsliga stormar. Världspopulationen är vidare mycket liten, uppskattad till endast mellan 1000 och 2500 vuxna individer. Beståndet anses dock vara stabilt. Internationella naturvårdsunionen IUCN kategoriserar arten som nära hotad.